# Contea di Urbino
La Contea di Urbino fu un'entità territoriale presente nell'attuale regione delle Marche fondata nel 1213. La contea venne trasformato in ducato quando nel 1443, in virtù della nomina di Oddantonio II da Montefeltro a duca di Urbino da parte di papa Eugenio IV.

## Conti di Urbino
Il governo fu per la maggior parte della famiglia dei Da Montefeltro, con alcuni periodi di controllo papale causato dalle lotte politiche del confinante Stato Pontificio
| Nome                            | Casata | Note | Inizio del Regno | Termine del Regno |
| ------------------------------- | ------ | ---- | ---------------- | ----------------- |
| Bonconte I da Montefeltro       |        |      | 1234             | 1242              |
| Montefeltrano II da Montefeltro |        |      | 1242             | 1255              |
| Guido da Montefeltro            |        |      | 1255             | 1266              |
| Guido da Montefeltro            | 1282   | 1283 |                  |                   |
| Controllo papale                |        |      | 1284             | 1296              |
| Federico I da Montefeltro       |        |      | 1296             | 1322              |
| Controllo papale                |        |      | 1322             | 1324              |
| Guido II da Montefeltro         |        |      | 1324             | 1360              |
| Nolfo da Montefeltro            |        |      | 1324             | 1360              |
| Federico II da Montefeltro      |        |      | 1360             | 1363              |
| Antonio II da Montefeltro       |        |      | 1363             | 1404              |
| Controllo papale                |        |      | 1369             | 1375              |
| Guidantonio da Montefeltro      |        |      | 1404             | 1443              |